# Alien Siege – Tod aus dem All
Alien Siege – Tod aus dem All ist ein US-amerikanischer Science-Fiction-Film aus dem Jahr 2005. Der Fernsehfilm wurde von Regisseur Robert Stadd inszeniert. Der Film wurde am 3. Juni 2013 in Deutschland veröffentlicht.

## Handlung
Die Kulkus, eine menschenähnliche Alien-Gattung, sind an einem tödlichen Virus erkrankt. Durch ein Wurmloch, das sich in absehbarer Zeit wieder schließen wird, gelangen sie in den Erdorbit. Mit ihrer vernichtenden Waffe greifen sie die Erde an und fordern damit viele Todesopfer. Die Kulkus haben herausgefunden, dass das menschliche Blut das heilende Serum ist, um ihre Viruserkrankung zu bekämpfen.
Um größeren Schaden von der Erde abzuwenden, verhandeln die Mächtigen der Welt mit dem Kulku-Botschafter. Die Kulkus verlangen acht Millionen Menschen. Jedes Land muss nun eine bestimmte Quote an Menschenopfern erfüllen, die durch ein Auslosungsverfahren bestimmt werden. Die USA haben ihre Quote von 800.000 Menschen erst mit 500.000 erfüllt. Um dies zu beschleunigen, entsendet der Kulku-Botschafter Commander Kor auf die Erde.
Der Wissenschaftler Dr. Stephen Chase findet heraus, dass seine Tochter Heather ebenfalls auf der Liste steht. Er flüchtet mit ihr vor den Soldaten, die die Ausgelosten aufspüren. Doch das Militär kann Heather fassen und schafft sie in ein Lager. Dort stellen die Kulkus fest, dass Heathers Blut aufgrund einer Anomalie ein Vielfaches eines normalen Opfers wert ist, und bringen sie in einen speziellen Isolationstrakt. Währenddessen möchte sich Stephen für seine Tochter eintauschen, was aber abgelehnt wird. Zur selben Zeit stürmen Widerstandskämpfer das Lager und befreien die Gefangenen. Stephen schleicht sich in den Lkw, der sie zur Grenze nach Kanada bringt. Seine Tochter ist jedoch nicht dabei.
Er trifft auf die Widerstandskämpfer Alex und Blair und macht ihnen ein Angebot. Er wird ihnen Kulku-Technologie aus einem vor 50 Jahren abgestürzten Raumschiff besorgen, wenn sie seine Tochter befreien. Leon Royce wird damit beauftragt. Stephen bricht in das Forschungszentrum ein und entwendet eine vernichtende Waffe. Heather wird wie vereinbart befreit. Als sie sich in den Armen liegen, tauchen plötzlich Kulkus auf und nehmen sie wieder fest. Damit wird klar, dass sich unter den Widerstandskämpfern ein Verräter befinden muss.
Stephen, Blair, Alex und Leon fahren zu einem Radioteleskop, um es in Verbindung mit der Kulku-Technologie als Waffe zu benutzen und die Kulku-Waffe im Orbit zu zerstören. Doch die Aliens greifen sie an. Blair enttarnt dabei Leon als Verräter und tötet ihn. Die Zerstörung der Kulku-Waffe gelingt. Stephen kann Commander Kor und den Botschafter umbringen und Heather befreien.

## Kritik
„Die in Bulgarien produzierte TV-Action bemüht sich, das Beste aus den vielfältigen Budget-Beschränkungen zu machen. Für Robert Stadd, Spezialist für visuelle Effekte (‚Collateral‘, ‚Ali‘, ‚The Crow‘) war es das Regie-Debüt. [Fazit:] Leider nur mäßige Durchschnittsware.“